# Steve med Lloyden

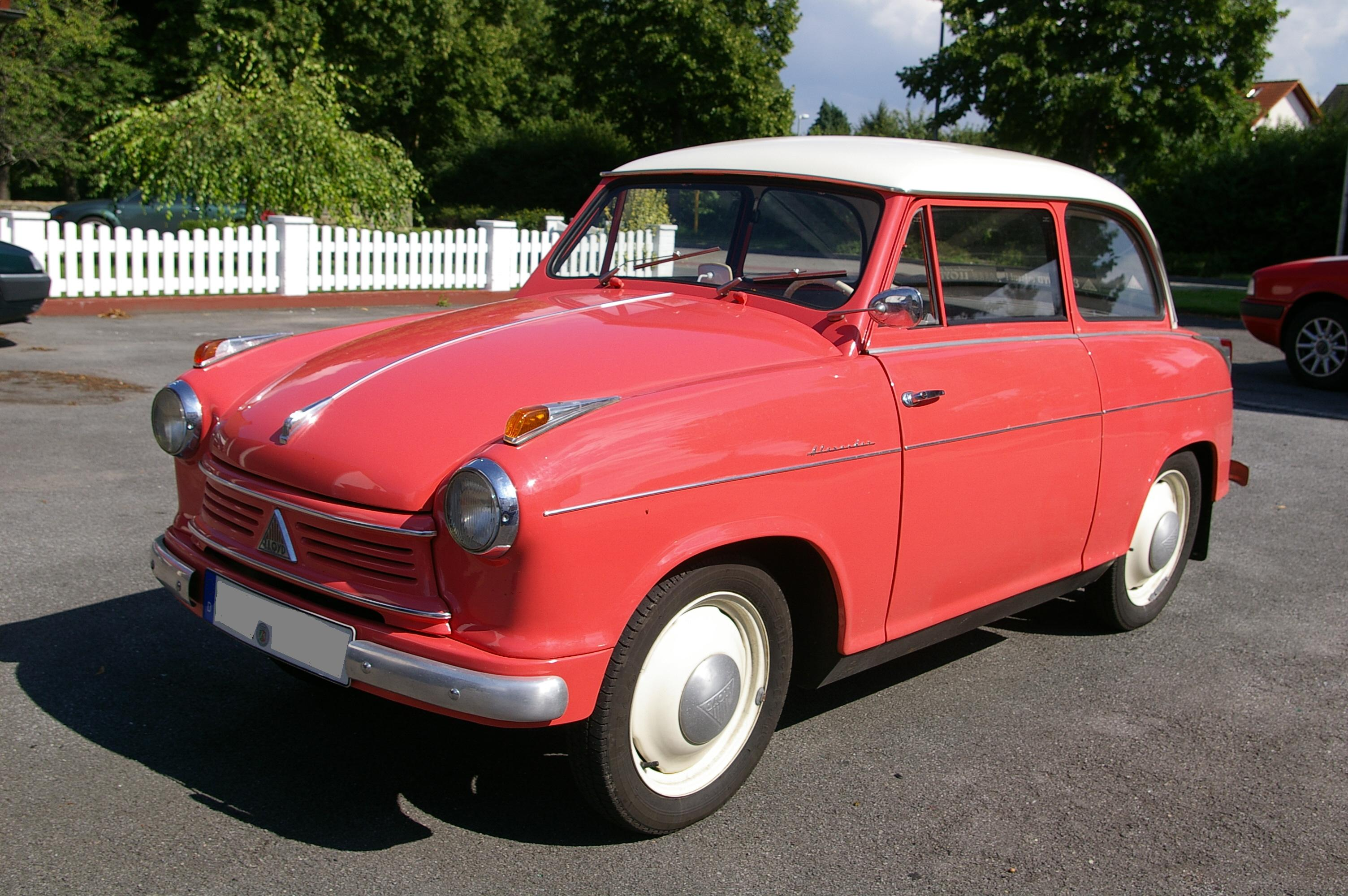
Lloyd 600

Steve med Lloyden är en serie sketcher med Sven Melander i TV-programmet Tack för kaffet. Figuren föddes i programserien Nöjesmassakern.
Sketcherna bygger på att Melander imiterar sin kompis Steve (uttalas på svenska: "Ste-ve"), en raggare och rörläggare som bor i Gällivare samt hans äventyr med en Lloyd Alexander 600 - 1958. Han brukade under sketcherna vara klädd i svart bomberjacka, halsduk, snusprilla och femtiotalskeps.
Sven Melander beskriver Lloyden: "De e en bil som är byggd i plywood, den har en motor obetydligt större än en gräsklippares och den gör en så där en 38 km/h i nedförbacke och solen i ryggen". Steve är dock allt annat än ödmjuk när han berättar om bilens egenskaper och han påstår sig exempelvis en gång ha bogserat en väghyvel med nedfällt schaktblad i 110 km/h med bilen.
Hans hustru är också ett återkommande ämne. "Hon heter Berit, men vi kallar henne Beirut, för att hon är så jävla bombad!" (vilket är en referens till inbördeskriget i Libanon)
Sven Melander har i efterhand förklarat att figuren är hans totala motsats i allt: geografisk härkomst, intressen, klädsmak och kvinnosyn.
Under hösten 2005 blev figuren i TV-programmet Folktoppen utsedd till den sjätte roligaste TV-figuren genom tiderna.